# Ellingstedt
Ellingstedt település Németországban, Schleswig-Holstein tartományban. Lakosainak száma 740 fő (2023. december 31.).

## Népesség
A település népességének változása:
| Lakosok száma | 690  | 777  | 771  | 733  | 731  | 740  |
|               | 1975 | 2017 | 2019 | 2021 | 2022 | 2023 |